# Fokker F.IX
Fokker F.IX — голландский пассажирский самолёт конца 1920-х годов. Производился также по лицензии в Чехословакии, где преимущественно использовался в качестве бомбардировщика.

## История

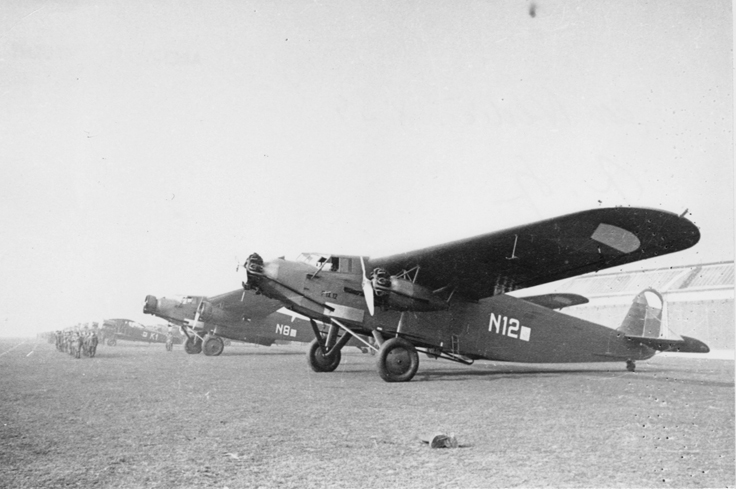
Группа бомбардировщиков Avia F.IX из состава ВВС Чехословакии

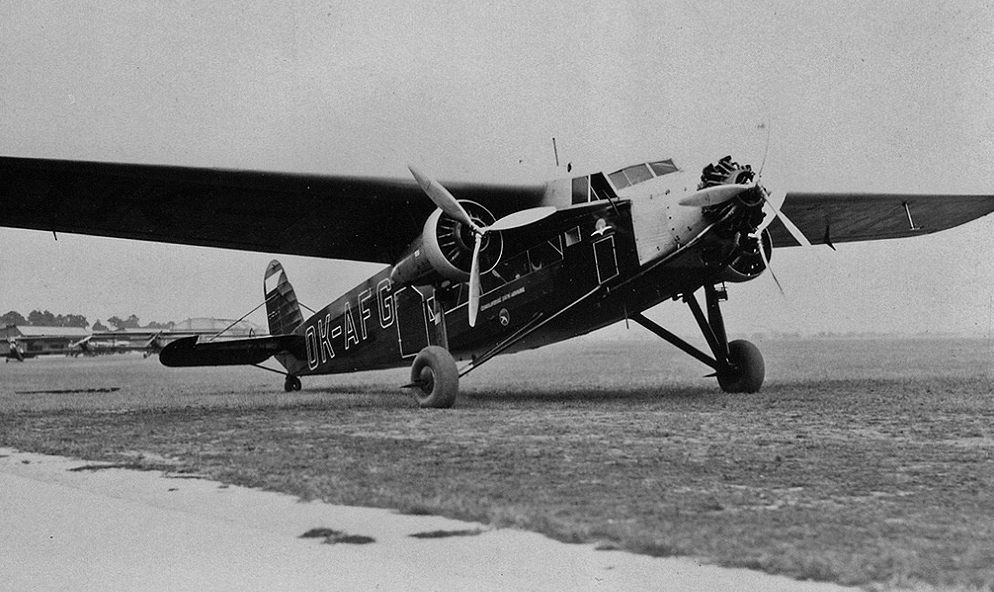
Avia F.IX D компании ČSA, 1938 год

Самолёт разрабатывался для компании KLM, которой требовалась авиатехника для выполнения для регулярных рейсов в Голландскую Ост-Индию.
Будучи созданным по образцу одной из предыдущих моделей фирмы Fokker, F.VII/3m, он также представлял собой трёхмоторный высокоплан с неубирающимся шасси. Крылья были деревянными, а фюзеляж — сварным из стальных труб с полотняной обшивкой. Пройдя сертификацию в октябре 1929 года, самолёт совершил рекламный перелёт в Лондон. F.IX был показан публике на Парижском авиасалоне 1930 года, где получил приз за красоту (Grand Prix de Comfort et d’Elegance d’Avions de Transport).
Однако, начавшаяся несколько ранее Великая депрессия, которая затронула и Европу, привела к тому, что вместо планировавшихся к закупке 10 самолётов KLM приобрела лишь два. Запасных частей к нему также было произведено немного, поэтому каждый из двух F.IX совершил лишь по одному рейсу в Индонезию, и в дальнейшем они использовались на линиях Амстердам-Лондон и Лондон-Париж. Оба вскоре были списаны: PH-AFK — в 1931 году после аварии, а другой (De Adelaar, PH-AGA) — в 1936 г. После службы в KLM он был продан подставной французской компании Air Tropique, выступавшей в роли прикрытия для фирмы SFTA, обеспечивавшей поставки авиатехники в республиканскую Испанию (та же судьба позже постигла и более совершенную разработку Фоккера — трёхмоторный F.XX). На нём были установлены бомбодержатели и пулемёты и во время гражданской войны он служил в ВВС Испанской республики.
Хотя из-за сложной экономической ситуации экспортный рынок для F.IX также исчез, лицензию на его выпуск удалось продать чехословацкой компании Avia, которая планировала создать на его базе бомбардировщик для национальных ВВС. К 1932 году на их вооружении стояли 12 самолётов F.39, оснащённых двигателями Walter Pegas II.M2.
От гражданской модификации F.39 отличались не только установленными бомбодержателями, но и наличием оборонительного пулемёта либо на подфюзеляжной «ступеньке», либо в башне. Avia также построила 2 экземпляра в пассажирском варианте для авиалиний ČSA под названием F.IX D (Dopravni — «транспортный»). Один из них предположительно был передан ВВС, а другой дожил до Второй мировой войны, и оказался на службе в немецких Люфтваффе (борт TF+BO).
Ещё одна предложенная военным модель, двухмоторный F.139, так и осталась лишь проектом.
Югославия также приобрела 2 самолёта F.IX и лицензию, но до производства не дошло.

## Модификации

### Fokker
F-IX
трёхмоторный пассажирский самолёт для KLM.

### Avia
F.39трёхмоторный бомбардировщик для ВВС Чехословакии с двигателями Walter Pegas II.M2
F.139проект двухмоторного варианта F.39. Не строился.
F-IX Dтрёхмоторный пассажирский самолёт для ČSA.

## Лётно-технические характеристики (Fokker F.IX)
Технические характеристики
- Экипаж: 2
- Пассажировместимость: 20
- Длина: 19,31 м
- Размах крыла: 27,16 м
- Высота: 4,57 м
- Площадь крыла: 84 м2
- Масса пустого: 5 450 кг
- Максимальная взлётная масса: 9 000 кг
- Силовая установка: 3 × воздушных Gnome-Rhône 9A Jupiter (радиальный 9-цилиндровый)
- Мощность двигателей: 3 × 480 л.с. (3 × 360 кВт)

Лётные характеристики
- Максимальная скорость: 210 км/ч
- Крейсерская скорость: 172 км/ч
- Практическая дальность: 1 150 км
- Практический потолок: 5 000 м

## Эксплуатанты
Нидерланды
- KLM: 2 самолёта F.IX (PH-AFK разбился в 1931 году и PH-AGA "De Adelaar", списан и передан республиканской Испании).

 Чехословакия
- ČSA: 2 Avia F.IX D (OK-AFF, OK-AFG).
- ВВС Чехословакии: 12 F.39

 Республиканская Испания
- Испанская республиканская авиация: 1 F.IX (бывший голландский PH-AGA).

 Королевство Югославия
- Королевские ВВС Югославии: 2 F.39.

 Хорватия
- ВВС НДХ: 1 трофейный F.39

 Германия
- Люфтваффе: 1 трофейный самолёт (TF+BO).

## Аварии и катастрофы
- 4 августа 1931 года самолёт F.IX компании KLM (PH-AFK) из-за отказа двигателя разбился при взлёте с аэропорта Ваальхафен; экипаж и все 15 пассажиров уцелели, но самолёт был списан.[3]